# Kamid el-Loz
Kamid el-Loz (Kamid al lawz, Kāmid el-Lōz) est un site archéologique situé au Liban, dans la Bekaa occidentale. Il correspond à l'ancienne cité de l'âge du bronze récent (seconde moitié du IIe millénaire av. J.-C.) nommée Kumidu, servant de résidence à un fonctionnaire égyptien chargé de surveiller la situation dans la région pour son souverain, qui domine les rois du Levant méridional. La cité apparaît de ce fait dans les Lettres d'Amarna, et le site a livré des tablettes contemporaines de ces dernières (XIVe-XIIIe siècles av. J.-C.).
Kamid el-Loz a été fouillé par une équipe d'archéologues allemands entre 1963 et 1981. Il a été mis en évidence que le site remonte au IVe millénaire av. J.-C.